# 남자의 국가
남자의 국가(러시아어: Мужское государство 무즈스코예 가수다르스트보[*])는 러시아의 남성주의 운동 단체다. 가부장제와 러시아 국민주의를 옹호한다.  주로 온라인상에서 여성, 성소수자, 혼혈인을 괴롭히고 협박하는 활동을 하는 것으로 알려져 있다.
2016년에 러시아의 SNS 프콘닥테의 비공개 커뮤니티로 시작되었다. 2020년 브콘닥테 운영측에서 “폭력행위 교사”를 이유로 이들의 그룹을 폐쇄하였다. 이후 활동무대를 텔레그램으로 옮겨 8만 명의 채널 구독자를 확보했다.
2021년, 니즈니노브고로드 지방법원에서 이 단체를 여성과 성소수자를 괴롭히는 극단주의 단체라고 판시하였다.